# ATC (C10)
Jest to część klasyfikacji anatomiczno-terapeutyczno-chemicznej:
- C – Układ sercowo-naczyniowy
  - C 01 – Leki stosowane w chorobach serca
  - C 02 – Leki stosowane w chorobie nadciśnieniowej
  - C 03 – Leki moczopędne
  - C 04 – Leki rozszerzające naczynia obwodowe
  - C 05 – Leki ochraniające ścianę naczyń
  - C 07 – Leki β-adrenolityczne
  - C 08 – Antagonisty kanału wapniowego
  - C 09 – Leki działające na układ renina-angiotensyna
  - C 10 – Leki zmniejszające stężenie lipidów

Obejmuje ona leki zmniejszające stężenie lipidów:

## C 10 A – Leki zmniejszające stężenie lipidów we krwi
- C 10 AA – Inhibitory reduktazy HMG-CoA
  - C 10 AA 01 – symwastatyna
  - C 10 AA 02 – lowastatyna
  - C 10 AA 03 – prawastatyna
  - C 10 AA 04 – fluwastatyna
  - C 10 AA 05 – atorwastatyna
  - C 10 AA 06 – ceriwastatyna
  - C 10 AA 07 – rosuwastatyna
  - C 10 AA 08 – pitawastatyna
- C 10 AB – Fibraty
  - C 10 AB 01 – klofibrat
  - C 10 AB 02 – bezafibrat
  - C 10 AB 03 – klofibrat glinu
  - C 10 AB 04 – gemfibrozyl
  - C 10 AB 05 – fenofibrat
  - C 10 AB 06 – symfibrat
  - C 10 AB 07 – ronifibrat
  - C 10 AB 08 – cyprofibrat
  - C 10 AB 09 – etofibrat
  - C 10 AB 10 – klofibryd
  - C 10 AB 11 – fenofibrat choliny
  - C 10 AB 12 – pemafibrat
- C 10 AC – Leki wiążące kwasy żółciowe
  - C 10 AC 01 – kolestyramina
  - C 10 AC 02 – kolestypol
  - C 10 AC 03 – kolekstran
  - C 10 AC 04 – kolesewelam
- C 10 AD – Kwas nikotynowy i pochodne
  - C 10 AD 01 – nicerytrol
  - C 10 AD 02 – kwas nikotynowy
  - C 10 AD 03 – nikofuranoza
  - C 10 AD 04 – nikotynian glinu
  - C 10 AD 05 – alkohol nikotynowy
  - C 10 AD 06 – acypimoks
  - C 10 AD 52 – kwas nikotynowy w połączeniach
- C 10 AX – Inne
  - C 10 AX 01 – dekstrotyroksyna
  - C 10 AX 02 – probukol
  - C 10 AX 03 – tiadenol
  - C 10 AX 05 – meglutol
  - C 10 AX 06 – triglicerydy omega-3
  - C 10 AX 07 – glutaminian 5-fosforanopirydoksalu magnezu
  - C 10 AX 08 – polikozanol
  - C 10 AX 09 – ezetymib
  - C 10 AX 10 – alipogen
  - C 10 AX 11 – mipomersen
  - C 10 AX 12 – lomitapid
  - C 10 AX 13 – ewolokumab
  - C 10 AX 14 – alirokumab
  - C 10 AX 15 – kwas bempediowy
  - C 10 AX 16 – inklisiran
  - C 10 AX 17 – ewinakumab
  - C 10 AX 18 – wolanesorsen

## C 10 B – Leki zmniejszające stężenie lipidów we krwi w połączeniach
- C 10 BA – Połączenia różnych leków zmniejszających stężenie lipidów
  - C 10 BA 01 – lowastatyna w połączeniu z kwasem nikotynowym
  - C 10 BA 02 – symwastatyna w połączeniu z ezetymibem
  - C 10 BA 03 – prawastatyna w połączeniu z fenofibratem
  - C 10 BA 04 – symwastatyna w połączeniu z fenofibratem
  - C 10 BA 05 – atorwastatyna w połączeniu z ezetymibem
  - C 10 BA 06 – rosuwastatyna w połączeniu z ezetymibem
  - C 10 BA 07 – rosuwastatyna w połączeniu z triglicerydami omega-3
  - C 10 BA 08 – atorwastatyna w połączeniu z triglicerydami omega-3
  - C 10 BA 09 – rosuwastatyna w połączeniu z fenofibratem
  - C 10 BA 10 – kwas bempediowy w połączeniu z ezetymibem
  - C 10 BA 11 – prawastatyna w połączeniu z ezetymibem
  - C 10 BA 12 – prawastatyna w połączeniu z ezetymibem i fenofibratem
- C 10 BX – Leki zmniejszające stężenie lipidów w połączeniach z innymi lekami
  - C 10 BX 01 – symwastatyna w połączeniu z kwasem acetylosalicylowym
  - C 10 BX 02 – prawastatyna w połączeniu z kwasem acetylosalicylowym
  - C 10 BX 03 – atorwastatyna w połączeniu z amlodypiną
  - C 10 BX 04 – symwastatyna w połączeniu z kwasem acetylosalicylowym i ramiprylem
  - C 10 BX 05 – rosuwastatyna w połączeniu z kwasem acetylosalicylowym
  - C 10 BX 06 – atorwastatyna w połączeniu z kwasem acetylosalicylowym i ramiprylem
  - C 10 BX 07 – rosuwastatyna w połączeniu z amlodypiną i lizynoprylem
  - C 10 BX 08 – atorwastatyna w połączeniu z kwasem acetylosalicylowym
  - C 10 BX 09 – rosuwastatyna w połączeniu z amlodypiną
  - C 10 BX 10 – rosuwastatyna w połączeniu z walsartanem
  - C 10 BX 11 – atorwastatyna w połączeniu z amlodypiną i peryndoprylem
  - C 10 BX 12 – atorwastatyna w połączeniu z kwasem acetylosalicylowym i peryndoprylem
  - C 10 BX 13 – rosuwastatyna w połączeniu z peryndoprylem i indapamidem
  - C 10 BX 14 – rosuwastatyna w połączeniu z amlodypiną i peryndoprylem
  - C 10 BX 15 – atorwastatyna w połączeniu z peryndoprylem
  - C 10 BX 16 – rosuwastatyna w połączeniu z fimasartanem
  - C 10 BX 17 – rosuwastatyna w połączeniu z ramiprylem
  - C 10 BX 18 – atorwastatyna w połączeniu z amlodypiną i ramiprylem
  - C 10 BX 19 – atorwastatyna w połączeniu z amlodypiną i kandesartanem
  - C 10 BX 20 – rosuwastatyna w połączeniu z telmisartanem
  - C 10 BX 21 – rosuwastatyna w połączeniu z peryndoprylem